# 屠杰
屠杰（1961年—），汉族，中华人民共和国企业家、政治人物，中国民主促进会中央委员、上海市侨联副主席、上海欧亚建设发展有限公司董事长、第十一届全国政协委员。
2008年，当选第十一届全国政协委员，代表中华全国归国华侨联合会，分入第二十五组。